# Patrizicampa
Patrizicampa és un gènere de diplurs de la família Campodeidae.